# Hypercompe
Hypercompe là một chi bướm đêm trong họ Arctiidae. Có hơn 80 loài được tìm thấy khắp châu Mỹ. Nhiều loài trước đây đã được tách khỏi Ecpantheria nay được xem là một đồng âm nhỏ. Chúng là các loài bướm lớn với cánh trắng và cánh trước có nhiều đốm nặng màu đen và bụg màu sáng lộ ra khi con bướm bị đe dọa.

## Các loài
Các loài bao gồm:
- Hypercompe abdominalis

Cây thực phẩm bao gồm Brassica và Veronica
- Hypercompe albescens

Cây thực phẩm bao gồm: Musa
- Hypercompe albicornis

Cây thực phẩm bao gồm Helianthus, Luffa và Phaseolus
- Hypercompe albiscripta
- Hypercompe alpha
- Hypercompe amulaensis
- Hypercompe andromela
- Hypercompe anomala
- Hypercompe atra
- Hypercompe bari
- Hypercompe beckeri
- Hypercompe bolivar
- Hypercompe brasiliensis
- Hypercompe bricenoi
- Hypercompe burmeisteri
- Hypercompe campinasa

Cây thực phẩm: Gossypium herbaceum
- Hypercompe castronis
- Hypercompe caudata (Walker, 1855)
- Hypercompe cermellii

Cây thực phẩm bao gồm Gossypium, Plantago và Solanum
- Hypercompe chelifer
- Hypercompe confusa
- Hypercompe conspersa
- Hypercompe contexta
- Hypercompe cotyora
- Hypercompe cretacea
- Hypercompe cunigunda

Cây thực phẩm bao gồm: Syagrus romanzoffiana
- Hypercompe decora
- Hypercompe deflorata
- Hypercompe detecta
- Hypercompe dissimilis
- Hypercompe dognini
- Hypercompe dubia
- Hypercompe ecpantherioides
- Hypercompe eridanus

Cây thực phẩm bao gồm Cissus, Citrus, Erythrina, Ipomoea, Musa, Panicum và Vanilla
- Hypercompe euripides
- Hypercompe extrema (Walker, 1855)
- Hypercompe flavopunctata
- Hypercompe fuscescens
- Hypercompe gaujoni
- Hypercompe hambletoni

Cây thực phẩm bao gồmBidens, Eriobotrya, Gossypium, Hibiscus, Manihot và Ricinus
- Hypercompe heterogena
- Hypercompe icasia

Cây thực phẩm bao gồm Apium, Cecropia, Cissus, Citrus, Erechtites, Erythrina, Ipomoea, Musa, Phaseolus, Psidium, Solanum, Vanilla
- Hypercompe indecisa

Cây thực phẩm bao gồm Beta, Brassica, Citrus, Cucurbita, Datura, Diospyros, Fragaria, Hippeastrum, Leucanthemum, Persea, Pisum, Prunus, Ricinus, Rosa, Senecio, Solanum, Spiraea và Zea
- Hypercompe jaguarina
- Hypercompe kennedyi
- Hypercompe kinkelini
- Hypercompe laeta
- Hypercompe lemairei
- Hypercompe leucarctioides
- Hypercompe magdelenae
- Hypercompe marcescens
- Hypercompe melanoleuca
- Hypercompe mielkei
- Hypercompe mus
- Hypercompe muzina

Cây thực phẩm: Theobroma cacao
- Hypercompe nemophila
- Hypercompe neurophylla
- Hypercompe nigriloba
- Hypercompe nigriplaga
- Hypercompe obscura
- Hypercompe obsolescens
- Hypercompe obtecta
- Hypercompe ockendeni
- Hypercompe ocularia
- Hypercompe ochreator
- Hypercompe orbiculata
- Hypercompe orsa

Cây thực phẩm của nó ghi nhận được gồm có Lantana, Senecio và Sphagneticola
- Hypercompe oslari (Rothschild, [1910])
- Hypercompe permaculata (Packard, 1872)
- Hypercompe perplexa
- Hypercompe persephone
- Hypercompe persola
- Hypercompe pertestacea
- Hypercompe peruvensis
- Hypercompe praeclara
- Hypercompe robusta
- Hypercompe scribonia (Stoll, [1790]), Giant Leopard Moth
- Hypercompe simplex
- Hypercompe suffusa (Schaus, 1889)
- Hypercompe tenebra
- Hypercompe tessellata
- Hypercompe testacea
- Hypercompe theophila
- Hypercompe trinitatis
- Hypercompe turruptianoides

## Hình ảnh

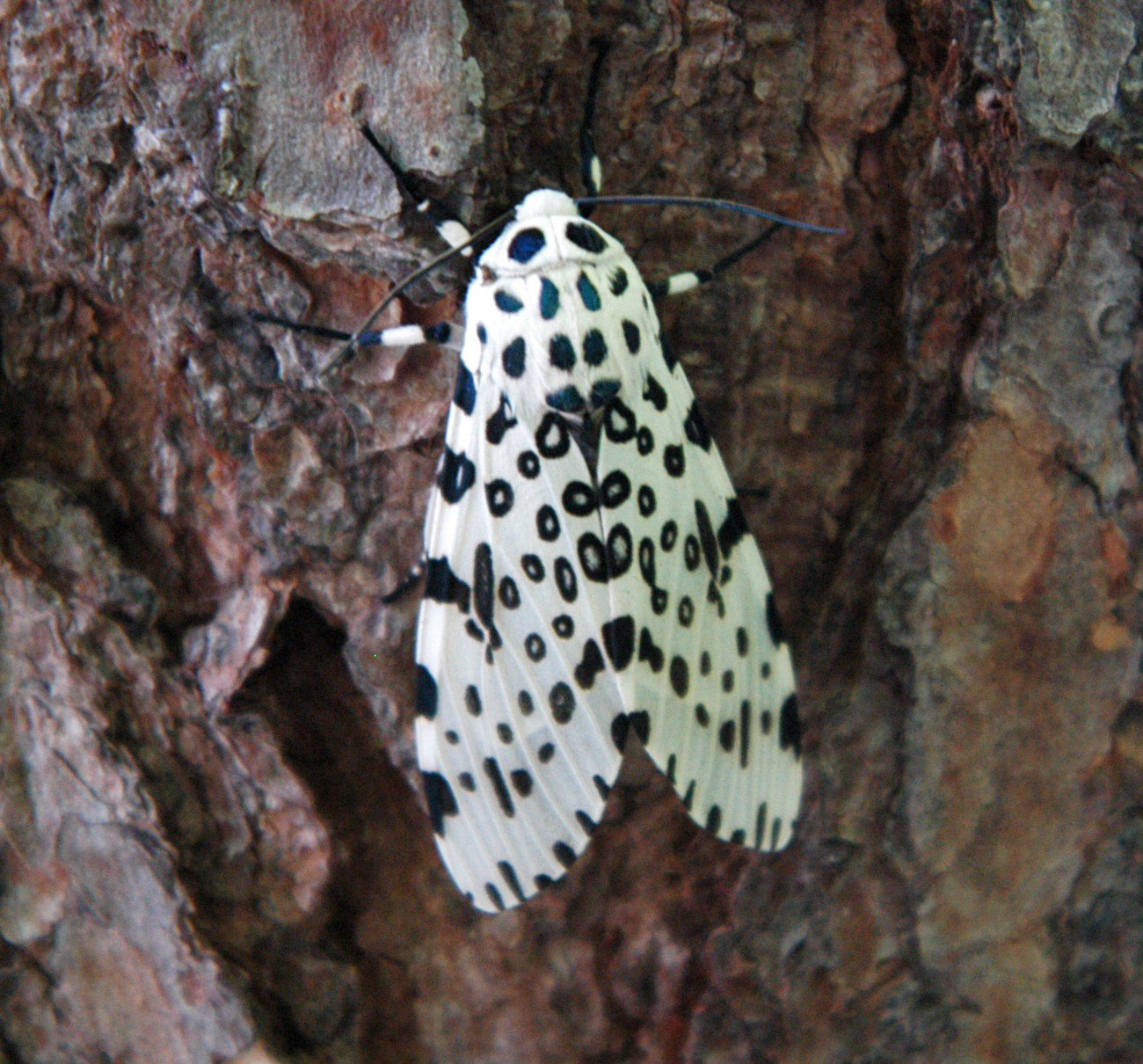
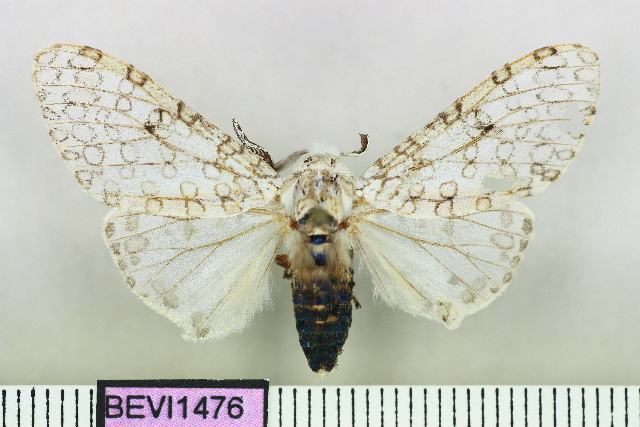
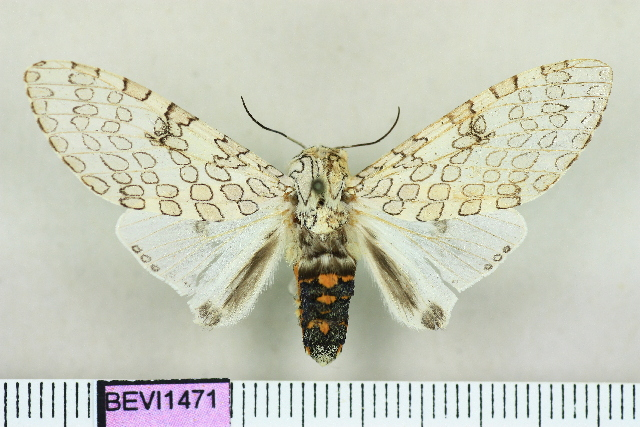
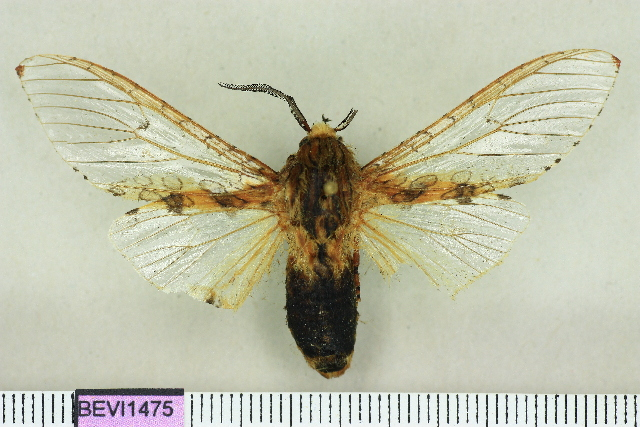

Một số hình ảnh bướm đêm Hypercompe
- Hypercompe scribonia (Great Leopard moth), Massachusetts, USA, photo http://laurennoyes.com
- Hypercompe scribonia (Great Leopard moth), Massachusetts, USA, photo http://laurennoyes.com
- Hypercompe scribonia (Great Leopard moth), Massachusetts, USA, photo http://laurennoyes.com
- Hypercompe scribonia (Great Leopard moth), Massachusetts, USA, photo http://laurennoyes.com